# Jurgów
Jurgów (tiếng Ba Lan: [ˈjurguf]; tiếng Slovak: Jurgov, tiếng Hungary: Szepesgyörke, tiếng Đức: Jurkau hay Joerg) là một ngôi làng nhỏ (khoảng 900 dân) nằm ở vùng Spisz phía nam Ba Lan, gần biên giới với Slovakia và thị trấn Bukowina Tatrzańska, trên sông Białka. Nó cách khoảng 2 kilômét (1 mi) về phía đông của Bukowina Tatrzańska, 15 km (9 mi) về phía đông bắc của Zakopane và 81 km (50 mi) về phía nam của thủ đô khu vực Kraków.

## Lịch sử
Ngôi làng được thành lập năm 1546 theo luật Vlach trong sở hữu của lâu đài Niedzica (còn được gọi là Lâu đài Dunajec). Vào thời điểm đó, nó thuộc về Vương quốc Hungary, mặc dù chủ sở hữu của khu vực này còn hơn cả một ông trùm người Ba Lan Olbracht aski. Theo truyền thuyết, người định cư của ngôi làng là một tên cướp vùng cao tên là Jurko, do đó tên của ngôi làng cũng có tên như thế. Các tài liệu từ giai đoạn 1589-1595 liên quan đến việc bán tài sản thuộc Niedzica của Olbracht aski cho Gyorgy Horváth, ngôi làng được nhắc đến trong tiếng Hungary với tên gọi là Gyurgow. Sau chiến tranh thế giới thứ nhất khi đế quốc Áo-Hungary ngừng tồn tại, ngôi làng trở thành một phần của Ba Lan mới độc lập. Năm 1939 khi Đức Quốc xã và Slovakia xâm chiếm Ba Lan, nó đã bị Slovakia chiếm đóng. Sau chiến tranh, nó trở lại Ba Lan vào năm 1945.
Đây là một trong 14 ngôi làng thuộc vùng Ba Lan thuộc khu vực lịch sử Spiš (tiếng Ba Lan: Spisz).

## Điểm tham quan
- Nhà thờ gỗ St Sebastian đẹp và có giá trị lịch sử từ khoảng năm 1670. Nó được làm hoàn toàn bằng gỗ, và vẫn còn được sử dụng cho đến ngày nay. Nhà thờ đã hai lần được xây dựng lại: lần đầu tiên vào năm 1811 và một lần nữa vào năm 1869. Nó được bao quanh bởi những cây lớn, rất già. Các bức tường và mái của nhà thờ phải đối mặt với hiện tượng zona gỗ, và nó có nội thất theo phong cách Rococo, bao gồm nhiều hình chạm khắc của các thiên thần, thánh, v.v.
- Một nhóm những người chăn cừu trong khu dọn dẹp "Podokólne". Chăn thả bò và cừu là nghề nghiệp chính của dân làng Jurgów, người sở hữu nhiều đồng cỏ ở vùng núi Tatra nơi họ chăn thả đàn gia súc và có nhiều túp lều của người chăn cừu. Sau khi họ bị mất đồng cỏ ở Tatras, họ di chuyển các cấu trúc khác nhau xuống từ những ngọn núi và lắp ráp chúng trong một khoảng trống gần đó. Họ đã sử dụng chúng để che chắn cho bò và cừu từ mùa xuân đến mùa thu. Một số người cũng ở đó một thời gian trong cùng thời gian.
- Một xưởng cưa cũ chạy bằng nước, vẫn còn được sử dụng cho đến ngày nay.
- Croft của Sołtys, hiện là một phần của Bảo tàng Tatra ở Zakopane.

## Hình ảnh

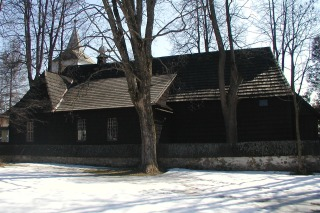
Nhà thờ bằng gỗ ở Jurgów

## liên kết ngoài
- Wirtualny Jurgów (tiếng Ba Lan), (tiếng Anh), (tiếng Slovak)